# Ljubotići
Ljubotići (en cyrillique : Љуботићи) est un village de Bosnie-Herzégovine. Il est situé sur le territoire de la Ville de Široki Brijeg, dans le canton de l'Herzégovine de l'Ouest et dans la fédération de Bosnie-et-Herzégovine. Selon les premiers résultats du recensement bosnien de 2013, il compte 886 habitants.

## Géographie
Le village est situé au bord de la rivière Ugrovača, un affluent de la Lištica.

## Démographie

### Évolution historique de la population dans la localité
| 1948 | 1953 | 1961  | 1971  | 1981  | 1991 | 2013 |
| ---- | ---- | ----- | ----- | ----- | ---- | ---- |
| -    | -    | 1 206 | 1 390 | 1 167 | 966  | 886  |

|  |

### Communauté locale
En 1991, la communauté locale de Ljubotići comptait 1 323 habitants, dont 1 316 Croates (99,47 %).